# 吉田村 (香川県)
吉田村（よしだむら）は、香川県仲多度郡にあった村。

## 歴史
- 1890年2月15日 - 町村制施行に伴い、多度郡上吉田村（かみよしだむら）、下吉田村（しもよしだむら）、稻木村（いなぎむら）が合併し、吉田村が発足。
- 1899年4月1日 - 多度郡が那珂郡と合併し、仲多度郡となる。
- 1901年11月3日 - 仲多度郡善通寺村、麻野村と合併し町制施行して善通寺町となり消滅。